# Tocobaga

Territoire des Tocobagas

Tocobaga était le nom d'une tribu ou/et de son chef ou/et de sa ville principale pendant le XVIe siècle dans la région de Tampa Bay. La ville était au nord de ce que l'on appelle aujourd'hui Old Tampa Bay, (un bras de Tampa Bay qui se prolonge au nord entre la ville de Tampa et le comté de Pinellas). La ville était sans doute à l'emplacement du site de Safety Harbor,. Les Tocobagas eurent quelques brefs contacts avec les explorateurs espagnols sans réel conséquences. Cependant, les Européens apportèrent avec eux des maladies contre lesquelles les tribus de Floride n'avaient aucune défense immunitaire. En raison de ces maladies et d'autres facteurs, la culture des Tocobagas déclina au XVIIe siècle et disparut au début du XVIIIe siècle. Les Tocobagas sont descendants des Manasotas.

## Référence
1. ↑  (en) Tampa Bay Wateratlas
2. ↑   (en) « National Register of Historical Places - Florida (FL), Pinellas County », National Register of Historic Places, National Park Service, 22 septembre 2007
3. ↑  (en) The sacred hill of Philippe Park
4. ↑  (en) Pinellas County